# هیتویوشی ساتومی
هیتویوشی ساتومی (انگلیسی: Hitoyoshi Satomi؛ زادهٔ ۱۳ مهٔ ۱۹۸۳) بازیکن فوتبال اهل ژاپن است.